# Vazba fí

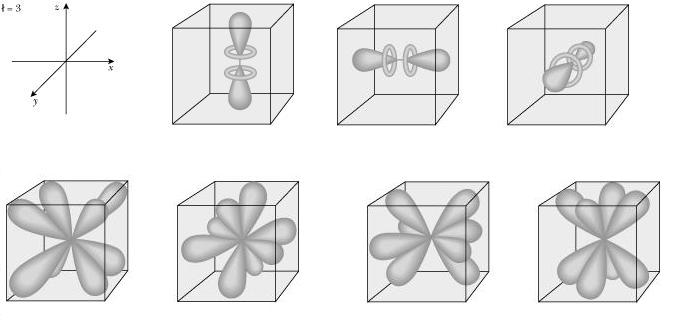
f orbitaly

V chemii se jako vazba fí (φ) označuje kovalentní vazba, při níž se šest laloků jednoho atomového orbitalu překrývá s šesti laloky jiného orbitalu. Tento překryv vede ke vzniku vazebného molekulového orbitalu se třemi uzlovými rovinami.
Řecké písmeno φ v názvu tohoto typu vazby odkazuje k orbitalům f, jelikož je orbitální symetrie vazby φ stejná jako u obvyklého (šestilalokového) atomového f orbitalu.
První molekula s vazbou fí byla popsána roku 2005, jde o dvouatomovou molekulu uranu (U2).